# Yuto Horigome
Pour les articles homonymes, voir Horigome.
Yuto Horigome (堀米 雄斗, Horigome Yūto) est un skateur japonais, né le 7 janvier 1999. Il est le premier médaillé d'or en skateboard, aux Jeux olympiques d'été de 2020 dans l'épreuve street hommes.
Il devient champion du monde dans le domaine du skateboard en 2021 à Rome[réf. souhaitée]. Par la suite, il obtient la médaille d'or dans la discipline du skateboard street homme lors des Jeux Olympiques de Paris 2024 et devient double champion Olympique dans sa catégorie.

## Parrainages
Depuis août 2023, Horigome est sponsorisé par Nike SB, April Skateboards, Hardies Hardware, Venture, Spitfire, Mixi, Murasaki, Rakuten, Lipovitan, Louis Vuitton, Supreme (marque), Delta Air Lines.